# Vestitecola haitensis
Vestitecola haitensis is een hooiwagen uit de familie Biantidae.